# Dalueng
Dalueng is een bestuurslaag in het regentschap Pidie van de provincie Atjeh, Indonesië. Dalueng telt 467 inwoners (volkstelling 2010).